# Питбул (репер)
Армандо Кристијан Перез (шп. Armando Christian Pérez; 15. јануар 1981), познатији као Питбул (енгл. Pitbull), амерички је репер.
Музиком је почео да се бави 2000. године, али је светску славу стекао 2009. са песмом I Know You Want Me (Calle Ocho) која се нашла на Billboard Hot 100 и UK Singles Chart. Касније је успешно сарађивао са многим познатим певачима међу којима су Џенифер Лопез, Кеша и Ne-Yo. Билборд га је рангирао као 45. најбољег уметника 2010-их и 24. најбољег латино извођача 2010-их.

## Дискографија
- M.I.A.M.I. (2004)
- El Mariel (2006)
- The Boatlift (2007)
- Pitbull Starring in Rebelution (2009)
- Armando (2010)
- Planet Pit (2011)
- Global Warming (2012)
- Globalization (2014)
- Dale (2015)
- Climate Change (2017)
- Libertad 548 (2019)